# Rose Hill, North Carolina
Rose Hill är en kommun (town) i Duplin County i North Carolina. Vid 2020 års folkräkning hade Rose Hill 1 371 invånare.